# Halina Hackiewicz
Halina Hackiewicz (ur. 16 października 1903 w Częstochowie, zm. 5 sierpnia 1944 w Warszawie) – polska pielęgniarka (absolwentka Szkoły Pielęgniarek Polskiego Czerwonego Krzyża w Warszawie), sanitariuszka w czasie kampanii wrześniowej, podczas okupacji hitlerowskiej żołnierz ZWZ-AK. Uczestniczka powstania warszawskiego, podczas którego poległa.